# Liste des archevêques de Cantorbéry

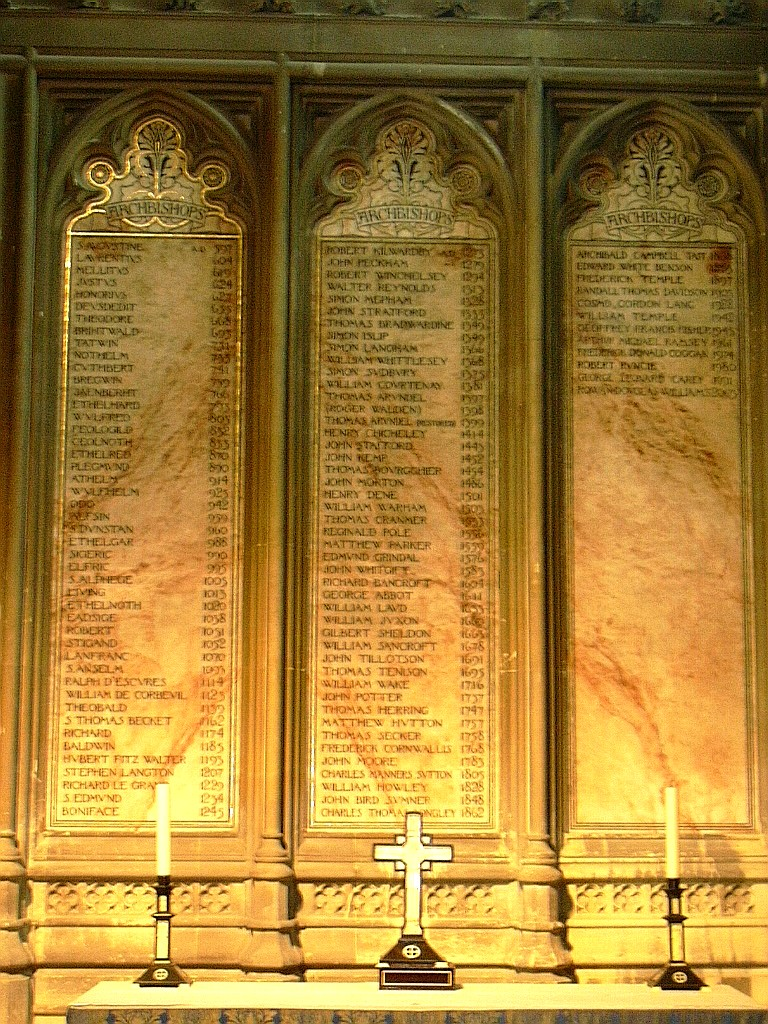
Liste des archevêques gravée dans la cathédrale de Cantorbéry.

L'archevêque de Cantorbéry est le primat de l'Église d'Angleterre avec le titre de « primat de toute l'Angleterre ». L'archevêque d'York, qui occupe le deuxième rang protocolaire au sein de cette église, porte lui le titre de « primat d'Angleterre ». Depuis le XVIe siècle, l'archevêque de Cantorbéry est également le chef spirituel de la Communion anglicane, même s'il n'y exerce qu'une primauté d'honneur.

## Liste des archevêques de Cantorbéry

### Avant la conquête normande
| Début                                                                                                | Fin                     | Nom                | Remarques                                                        |
| --- | ----------------------- | ------------------ | ---------------------------------------------------------------- |
| 596                                                                                                  | 26 mai 604              | Augustin           | Considéré comme saint.                                           |
| 604                                                                                                  | 2 février 619           | Laurent            | Considéré comme saint.                                           |
| 619                                                                                                  | 24 avril 624            | Mellitus           | Transféré depuis Londres. Considéré comme saint.                 |
| 624                                                                                                  | 10 novembre 627         | Juste              | Transféré depuis Rochester. Considéré comme saint.               |
| 627                                                                                                  | 30 septembre 653        | Honorius           | Considéré comme saint.                                           |
| mars 655                                                                                             | 14 juillet 664          | Deusdedit          | Considéré comme saint.                                           |
| 14 juillet 664                                                                                       | vers 666                | siège vacant       | siège vacant                                                     |
| vers 666                                                                                             | 668                     | (Wighard)          | Mort de la peste avant d'être sacré.                             |
| 26 mars 668                                                                                          | 19 septembre 690        | Théodore de Tarse  | Considéré comme saint.                                           |
| 29 juin 693                                                                                          | 13 janvier 731          | Berhtwald          | Abbé de Reculver avant d'être élu. Considéré comme saint.        |
| 10 juin 731                                                                                          | 30 juillet 734          | Tatwine            | Considéré comme saint.                                           |
| 735                                                                                                  | 17 octobre 739          | Nothhelm           | Considéré comme saint.                                           |
| vers 740                                                                                             | 26 octobre 760          | Cuthbert           | Peut-être transféré depuis Hereford.                             |
| 27 septembre 761                                                                                     | 764                     | Bregowine          | Considéré comme saint.                                           |
| 2 février 765                                                                                        | 11 ou 12 août 792       | Jænberht           | Abbé du monastère Saint-Augustin de Cantorbéry avant d'être élu. |
| 21 juillet 793                                                                                       | 12 mai 805              | Æthelhard          |                                                                  |
| vers octobre 805                                                                                     | 21 mars 832             | Wulfred            |                                                                  |
| 8 juin 832                                                                                           | 30 août 832             | Feologild          | Abbé d'un monastère inconnu avant d'être élu.                    |
| vers le 27 juillet 833                                                                               | 4 février 870           | Ceolnoth           |                                                                  |
| 870                                                                                                  | 30 juin 888             | Æthelred           |                                                                  |
| 890                                                                                                  | 2 août 914 ou 923       | Plegmund           |                                                                  |
| 923 × 925                                                                                            | 8 janvier 926           | Athelm             | Transféré depuis Wells.                                          |
| vers 926                                                                                             | 12 février 941          | Wulfhelm           | Transféré depuis Wells.                                          |
| 941                                                                                                  | 2 juin 958              | Oda le Sévère      | Transféré depuis Ramsbury. Considéré comme saint.                |
| 958                                                                                                  | 959                     | Ælfsige            |                                                                  |
| 959                                                                                                  | 959                     | Byrhthelm          | Transféré depuis Wells. Déposé.                                  |
| 959                                                                                                  | 19 mai 988              | Dunstan            | Transféré depuis Londres. Considéré comme saint.                 |
| 988                                                                                                  | février 990             | Æthelgar           | Transféré depuis Selsey.                                         |
| 990                                                                                                  | 28 octobre 994          | Sigéric le Sérieux | Transféré depuis Ramsbury.                                       |
| 21 avril 995                                                                                         | 16 novembre 1005        | Ælfric d'Abingdon  | Transféré depuis Winchester. Canonisé.                           |
| 1006                                                                                                 | 19 avril 1012           | Alphège            | Transféré depuis Winchester. Canonisé.                           |
| 1013                                                                                                 | 12 juin 1020            | Lyfing             | Transféré depuis Wells.                                          |
| 13 novembre 1020                                                                                     | vers le 29 octobre 1038 | Æthelnoth          | Doyen de Cantorbéry avant d'être élu.                            |
| 1038                                                                                                 | 29 octobre 1050         | Eadsige            |                                                                  |
| mars 1051                                                                                            | septembre 1052          | Robert de Jumièges | Déposé.                                                          |
| 1052                                                                                                 | 11 avril 1070           | Stigand            | Également évêque de Winchester. Déposé.                          |
| Sources : Handbook of British Chronology et The Wiley Blackwell Encyclopedia of Anglo-Saxon England. |                         |                    |                                                                  |

### De la conquête normande à la Réforme anglicane
| Début                                   | Fin                     | Nom                     | Remarques |
| --------------------------------------- | ----------------------- | ----------------------- | --- |
| 29 août 1070                            | 28 mai 1089             | Lanfranc                | Abbé de Saint-Étienne de Caen. |
| 4 décembre 1093                         | 21 avril 1109           | Anselme                 | Abbé de Notre-Dame du Bec. Canonisé. Docteur de l'Église.                                                                                     |
| 21 avril 1109                           | 26 avril 1114           | siège vacant            | siège vacant |
| 26 avril 1114                           | 2 octobre 1122          | Raoul d'Escures         | Transféré depuis Rochester. |
| 18 février 1123                         | 21 novembre 1136        | Guillaume de Corbeil    | Prieur de St Osyth. |
| 21 novembre 1136                        | 8 janvier 1139          | siège vacant            | siège vacant |
| 8 janvier 1139                          | 18 avril 1161           | Thibaut du Bec          | Abbé de Notre-Dame du Bec. |
| 18 avril 1161                           | 3 juin 1162             | siège vacant            | siège vacant |
| 3 juin 1162                             | 29 décembre 1170        | Thomas Becket           | Archidiacre de Cantorbéry et Lord Chancelier. Assassiné. Canonisé.                                                                            |
| 1173                                    | 1173                    | (Roger de Bailleul)     | Abbé de Notre-Dame du Bec. Élu, il refuse le siège.                                                                                           |
| 7 avril 1174                            | 16 février 1184         | Richard de Douvres      | Prieur de Douvres. |
| décembre 1184                           | novembre 1190           | Baudouin de Forde       | Transféré depuis Worcester. |
| 27 novembre 1191                        | 26 décembre 1191        | (Reginald Fitz Jocelin) | Transféré depuis Wells. Son élection est contestée, mais il meurt avant que le pape Célestin III n'ait eu le temps de l'annuler.              |
| 26 décembre 1191                        | 29 mai 1193             | siège vacant            | siège vacant |
| 29 mai 1193                             | 13 juillet 1205         | Hubert Walter           | Transféré depuis Salisbury ; Lord Chancelier et Chef Justice.                                                                                 |
| juillet × octobre 1205                  | octobre × décembre 1206 | (Reginald)              | Sous-prieur. Refusé par le roi Jean. |
| 11 décembre 1205                        | vers le 30 mars 1206    | (Jean de Grey)          | Évêque de Norwich. Refusé par le pape Innocent III.                                                                                           |
| 17 juin 1207                            | 9 juillet 1228          | Étienne Langton         | Fait cardinal en 1206. |
| 3 août 1228                             | janvier 1229            | (Walter d'Eynsham)      | Refusé par le roi Henri III et le pape Grégoire IX.                                                                                           |
| 10 juin 1229                            | 3 août 1231             | Richard le Grant        | Ancien chancelier du diocèse de Lincoln. |
| 22 septembre 1231                       | 20 décembre 1231        | (Ralph Neville)         | Évêque de Chichester. Élection annulée par le pape Grégoire IX.                                                                               |
| 16 mars 1232                            | 12 juin 1232            | (John de Sittingbourne) | Élection annulée par le pape Grégoire IX. |
| 26 août 1232                            | 1er juin 1233           | (John Blund)            | Élection annulée par le pape Grégoire IX. |
| 2 avril 1234                            | 16 novembre 1240        | Edmond Rich             | Prébendier de Salisbury. Canonisé. |
| 1er février 1241                        | 14 juillet 1270         | Boniface de Savoie      | Transféré depuis Belley. |
| 9 septembre 1270                        | été 1272                | (William Chillenden)    | Prieur de Christ Church. Refusé par le pape Grégoire X.                                                                                       |
| 26 février 1273                         | 5 juin 1278             | Robert Kilwardby        | Fait cardinal en 1278, il démissionne. |
| juin / juillet ? 1278                   | janvier 1279            | (Robert Burnell)        | Évêque de Bath et Wells. Refusé par le pape Nicolas III.                                                                                      |
| 19 février 1279                         | 8 décembre 1292         | John Peckham            | Provincial de l'ordre franciscain. |
| 12 septembre 1294                       | 11 mai 1313             | Robert Winchelsey       | Ancien archidiacre d'Essex ; chancelier d'Oxford.                                                                                             |
| 28 mai 1313                             | 1er octobre 1313        | (Thomas Cobham)         | Élection annulée. |
| 1er octobre 1313                        | 16 novembre 1327        | Walter Reynolds         | Transféré depuis Worcester ; Lord Chancelier et Lord Trésorier.                                                                               |
| 5 juin 1328                             | 12 octobre 1333         | Simon Mepeham           | Prébendier de la cathédrale de Chichester. Excommunié.                                                                                        |
| 3 novembre 1333                         | 23 août 1348            | Jean de Stratford       | Transféré depuis Winchester ; Lord Chancelier.                                                                                                |
| 24 septembre 1348                       | 20 mai 1349             | (John de Ufford)        | Doyen de Lincoln ; Lord Chancelier. Mort de la peste avant d'être sacré.                                                                      |
| 19 juillet 1349                         | 26 août 1349            | Thomas Bradwardine      | Mort de la peste. |
| 20 décembre 1349                        | 26 avril 1366           | Simon Islip             | Prébendier de la cathédrale Saint-Paul de Londres ; secrétaire du roi et gardien du Sceau privé.                                              |
| 1366                                    | 1366                    | (William Edington)      | Évêque de Winchester. Élu, il refuse le siège.                                                                                                |
| 24 juillet 1366                         | 28 novembre 1368        | Simon Langham           | Transféré depuis Ely. Fait cardinal en 1368, il démissionne. Réélu en 1374, mais le pape Grégoire XI refuse de confirmer l'élection.          |
| 11 octobre 1368                         | juin 1374               | William Whittlesey      | Transféré depuis Worcester. |
| 4 mai 1375                              | 14 juin 1381            | Simon Sudbury           | Transféré depuis Londres ; Lord Chancelier. Décapité lors de la Révolte des paysans.                                                          |
| 31 juillet 1381                         | 31 juillet 1396         | William Courtenay       | Transféré depuis Londres ; Lord Chancelier.                                                                                                   |
| 25 septembre 1396                       | 1397                    | Thomas Arundel          | Transféré depuis York ; Lord Chancelier. Accusé de haute trahison par le roi Richard II, il s'enfuit.                                         |
| 8 novembre 1397                         | 19 octobre 1399         | Roger Walden            | Déposé. |
| 19 octobre 1399                         | 19 février 1414         | Thomas Arundel          | Rétabli par le roi Henri IV. |
| 12 mars 1414                            | 12 avril 1443           | Henry Chichele          | Transféré depuis St David's. |
| 13 mai 1443                             | 25 mai 1452             | John Stafford           | Transféré depuis Bath et Wells ; Lord Chancelier et Lord Trésorier.                                                                           |
| 21 juillet 1452                         | 22 mars 1454            | John Kemp               | Fait cardinal en 1439. Transféré depuis York ; Lord Chancelier.                                                                               |
| 23 avril 1454                           | 30 mars 1486            | Thomas Bourchier        | Transféré depuis Ely ; Lord Chancelier. Fait cardinal en 1467.                                                                                |
| 6 octobre 1486                          | 15 septembre 1500       | John Morton             | Transféré depuis Ely ; Lord Chancelier. Fait cardinal en 1493.                                                                                |
| 22 janvier 1501                         | 27 janvier 1501         | (Thomas Langton)        | Évêque de Winchester. Mort cinq jours après son élection.                                                                                     |
| 26 avril 1501                           | 15/17 février 1503      | Henry Deane             | Transféré depuis Salisbury. |
| 29 novembre 1503                        | 22 août 1532            | William Warham          | Transféré depuis Londres ; Lord Chancelier jusqu'en 1515.                                                                                     |
| 30 mars 1533                            | 13 novembre 1555        | Thomas Cranmer          | Archidiacre de Taunton. Excommunié et déposé pour hérésie, il est brûlé vif le 21 mars 1556 ; considéré comme le premier archevêque anglican. |
| 22 mars 1556                            | 18/19 novembre 1558     | Reginald Pole           | Doyen d'Exeter, dernier archevêque catholique.                                                                                                |
| Source : Handbook of British Chronology |                         |                         | |

### Depuis la Réforme
| Début                                   | Fin               | Nom                     | Remarques                                                                |
| --------------------------------------- | ----------------- | ----------------------- | ------------------------------------------------------------------------ |
| 17 décembre 1559                        | 17 mai 1575       | Matthew Parker          | Doyen de la cathédrale de Lincoln.                                       |
| 29 décembre 1575                        | 6 juillet 1583    | Edmund Grindal          | Transféré depuis York.                                                   |
| 14 août 1583                            | 29 février 1604   | John Whitgift           | Transféré depuis Worcester.                                              |
| 9 octobre 1604                          | 2 novembre 1610   | Richard Bancroft        | Transféré depuis Londres.                                                |
| 4 mars 1611                             | 4 août 1633       | George Abbot            | Transféré depuis Londres.                                                |
| 6 août 1633                             | 10 janvier 1645   | William Laud            | Transféré depuis Londres. Exécuté. Commémoré dans l'Église d'Angleterre. |
| 10 janvier 1645                         | 2 septembre 1660  | siège vacant            | siège vacant                                                             |
| 2 septembre 1660                        | 4 juin 1663       | William Juxon           | Transféré depuis Londres.                                                |
| 16 juin 1663                            | 9 novembre 1677   | Gilbert Sheldon         | Transféré depuis Londres.                                                |
| 27 janvier 1678                         | 1er février 1690  | William Sancroft        | Doyen de la cathédrale Saint-Paul. Déposé. Mort le 24 novembre 1693.     |
| 31 mai 1691                             | 22 novembre 1694  | John Tillotson          | Doyen de la cathédrale Saint-Paul.                                       |
| 6 décembre 1694                         | 14 décembre 1715  | Thomas Tenison          | Transféré depuis Lincoln.                                                |
| 17 décembre 1715                        | 24 janvier 1737   | William Wake            | Transféré depuis Lincoln.                                                |
| 9 février 1737                          | 10 octobre 1747   | John Potter             | Transféré depuis Oxford.                                                 |
| 21 octobre 1747                         | 13 mars 1757      | Thomas Herring          | Transféré depuis York.                                                   |
| 29 mars 1757                            | 19 mars 1758      | Matthew Hutton          | Transféré depuis York.                                                   |
| 8 mars 1758                             | 3 août 1768       | Thomas Secker           | Transféré depuis Oxford.                                                 |
| 12 août 1768                            | 19 mars 1783      | Frederick Cornwallis    | Transféré depuis Lichfield et Coventry.                                  |
| 31 mars 1783                            | 18 janvier 1805   | John Moore              | Transféré depuis Bangor.                                                 |
| 1er février 1805                        | 21 juillet 1828   | Charles Manners-Sutton  | Transféré depuis Norwich.                                                |
| 6 août 1828                             | 11 février 1848   | William Howley          | Transféré depuis Londres.                                                |
| 17 février 1848                         | 6 septembre 1862  | John Bird Sumner        | Transféré depuis Chester.                                                |
| 20 octobre 1862                         | 28 octobre 1868   | Charles Thomas Longley  | Transféré depuis York.                                                   |
| 28 novembre 1868                        | 1er décembre 1882 | Archibald Campbell Tait | Transféré depuis Londres.                                                |
| 13 janvier 1883                         | 11 octobre 1896   | Edward White Benson     | Transféré depuis Truro.                                                  |
| 9 novembre 1896                         | 22 décembre 1902  | Frederick Temple        | Transféré depuis Londres.                                                |
| 14 janvier 1903                         | 12 novembre 1928  | Randall Davidson        | Transféré depuis Winchester. Démissionne. Mort le 25 mai 1930.           |
| 13 novembre 1928                        | 31 mars 1942      | Cosmo Gordon Lang       | Transféré depuis York. Démissionne. Mort le 5 décembre 1945.             |
| 1er avril 1942                          | 26 octobre 1944   | William Temple          | Transféré depuis York.                                                   |
| 12 janvier 1945                         | 31 mai 1961       | Geoffrey Fisher         | Transféré depuis Londres. Démissionne. Mort le 15 septembre 1972.        |
| 1er juin 1961                           | 15 novembre 1974  | Michael Ramsey          | Transféré depuis York. Démissionne. Mort le 23 avril 1988.               |
| 18 novembre 1974                        | 25 janvier 1980   | Donald Coggan           | Transféré depuis York. Démissionne. Mort le 17 mai 2000.                 |
| 1er février 1980                        | 31 janvier 1991   | Robert Runcie           | Transféré depuis St Albans. Démissionne. Mort le 11 juillet 2000.        |
| 19 avril 1991                           | 31 octobre 2002   | George Carey            | Transféré depuis Bath et Wells. Démissionne.                             |
| 2 décembre 2002                         | 31 décembre 2012  | Rowan Williams          | Transféré depuis Monmouth. Démissionne.                                  |
| 21 mars 2013                            | 12 novembre 2024  | Justin Welby            | Transféré depuis Durham. Démissionne.                                    |
| Source : Handbook of British Chronology |                   |                         |                                                                          |